# Języki worrorrańskie
Języki worrorrańskie – mała północnoaustralijska rodzina językowa, obejmująca od 7 do 12 języków, podzielonych na trzy grupy:
- język wunambal
- języki ungarinyin (ngarinyin)
- wororańskie właściwe: worrorra, gambera, kwini, miwa, wilawila